# Závod, Madžarska
Závod je vas na Madžarskem, ki upravno spada pod podregijo Bonyhádi Županije Tolna.